# Sumatraanse blauwe cochoa
De Sumatraanse blauwe cochoa (Cochoa beccarii) is een zangvogel uit de familie Turdidae (lijsters). Het is een kwetsbare, endemische vogelsoort van het Indonesische eiland Sumatra.

## Kenmerken
De vogel is 28 cm lang. De vogel is nauw verwant aan de Javaanse blauwe cochoa en lijkt ook sterk op de andere cochoa's. De vogel is zwart met een zijde-achtige glans, het voorhoofd en de kruin zijn blauw, op de vleugel bevindt zich een grote bleekblauwe vlek en een zwarte vleugelstreep. De staart is ook blauw, maar naar het uiteinde toe weer zwart. Het vrouwtje is donkerbruin waar het mannetje zwart is en heeft een okerkleurige "gezicht".

## Verspreiding en leefgebied
Deze soort is endemisch op het eiland Sumatra in het Barisangebergte. De vogel leeft verborgen in montaan, tropisch bos op 1000 tot 2200 m boven zeeniveau.

## Status
De Sumatraanse blauwe cochoa heeft een versnipperd verspreidingsgebied en daardoor is de kans op uitsterven aanwezig. De grootte van de populatie werd in 2012 door BirdLife International geschat op 3,5 tot 15 duizend individuen en de populatie-aantallen nemen af. Het leefgebied in de lager gelegen deel van het leefgebied wordt aangetast door ontbossing. Echter, hogerop valt de aantasting mee. De vogel is lastig waarneembaar en wordt weinig gezien. Daarom is er weinig over bekend. Om deze redenen staat de vogel als niet kwetsbaar op de Rode Lijst van de IUCN.